# Game Creek (Alaska)
Game Creek es un lugar designado por el censo situado en el área censal de Hoonah-Angoon, Alaska  (Estados Unidos). Según el censo de 2010 tenía una población de 18 habitantes.

## Demografía
Según el censo de 2010, Game Creek tenía una población en la que el 100,0% eran blancos, 0,0% afroamericanos, 0,0% amerindios, 0,0% asiáticos, 0,0% isleños del Pacífico, el 0,0% de otras razas, y el 0,0% pertenecían a dos o más razas. Del total de la población el 0,0% eran hispanos o latinos de cualquier raza.

## Localidades adyacentes
El siguiente diagrama muestra a las localidades más próximas a Game Creek.